# Harald Larsson
Harald Larsson, född 1 maj 1913 i Grubbnäsudden i Nederkalix församling, död 13 augusti 1966 i Hietaniemi församling, var en svensk skogsinspektor och riksdagspolitiker (centerpartiet). Han var ledamot av riksdagens andra kammare 1953-1966, invald i Norrbottens läns valkrets. 

## Biografi
Harald Larsson var son till hemmansägaren Karl Larsson och Ester, född Larsson. Han gifte sig 1945 med poststationsföreståndaren Göta Planting (född 1915), som var dotter till lantbrukaren Oskar Artur Planting och Anna Sofia Kirkkomäki. Han gick lantmannaskola 1935 och var ledamot av styrelsen för Norrbottens distrikt av Bondeförbundet och blev ordförande där 1954 samt ledamot i partistyrelsen 1960. Han blev ledamot av Hietaniemi landskommuns fullmäktige 1946-1958 och blev ledamot av Hietaniemi kommuns skolstyrelse 1948 och ordförande där 1950. Han var även landstingsman 1948.
Larsson invaldes i Sveriges riksdags andra kammare vid valet 1952 och satt till sin död 1966. I riksdagen hade han flera uppdrag, de flesta som suppleant. Han skrev 188 egna motioner och ställde 24 interpellationer under sin tid i riksdagen. Han var 1955-1956 expert i utredningen angående myrslogar och 1957-1966 sakkunnig i 1949 års jaktutredning. Ledamot var han även av norrländska vattenkraftutredningen 1956, 1957 års nomadskoleutredning 1957-1960, 1957 års skolberedning 1957-1961, 1960 års radioutredning 1960-1965, kompetensutredningen 1965-1966 och sakkunniga angående högre teknisk utbildning i Norrland 1966.
Larsson var sedan 1957 ledamot i LKAB:s styrelse samt Norrbottens läns skogsvårdsstyrelse 1960, styrelsen för Norrbottens centralkassa för jordbrukskredit 1955 samt Norrbottens jordbrukares föreningsnämnd 1957.
Larsson var riksdagsledamot under samma tid som Ragnar Lassinantti och var nära vän till honom.